# 奥古斯特·厄尔
奥古斯特·厄尔（法語：Auguste Hoël，1890年7月17日—1967年1月6日），生于康布雷，法国男子竞技体操运动员。他曾获得1920年夏季奥运会体操比赛男子团体全能铜牌。他于1967年在康布雷去世。